# Changan Oshan Z6

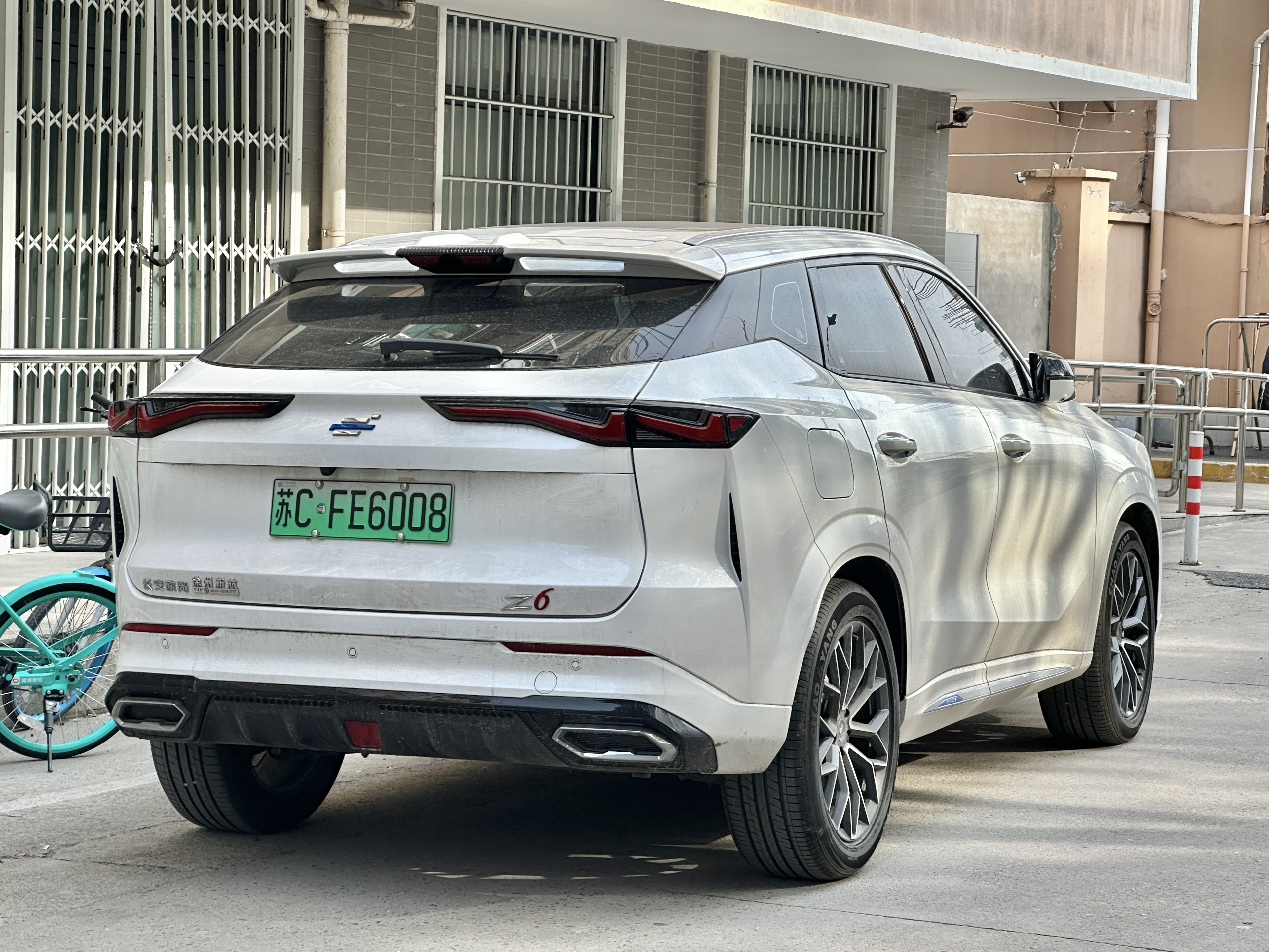
Heckansicht

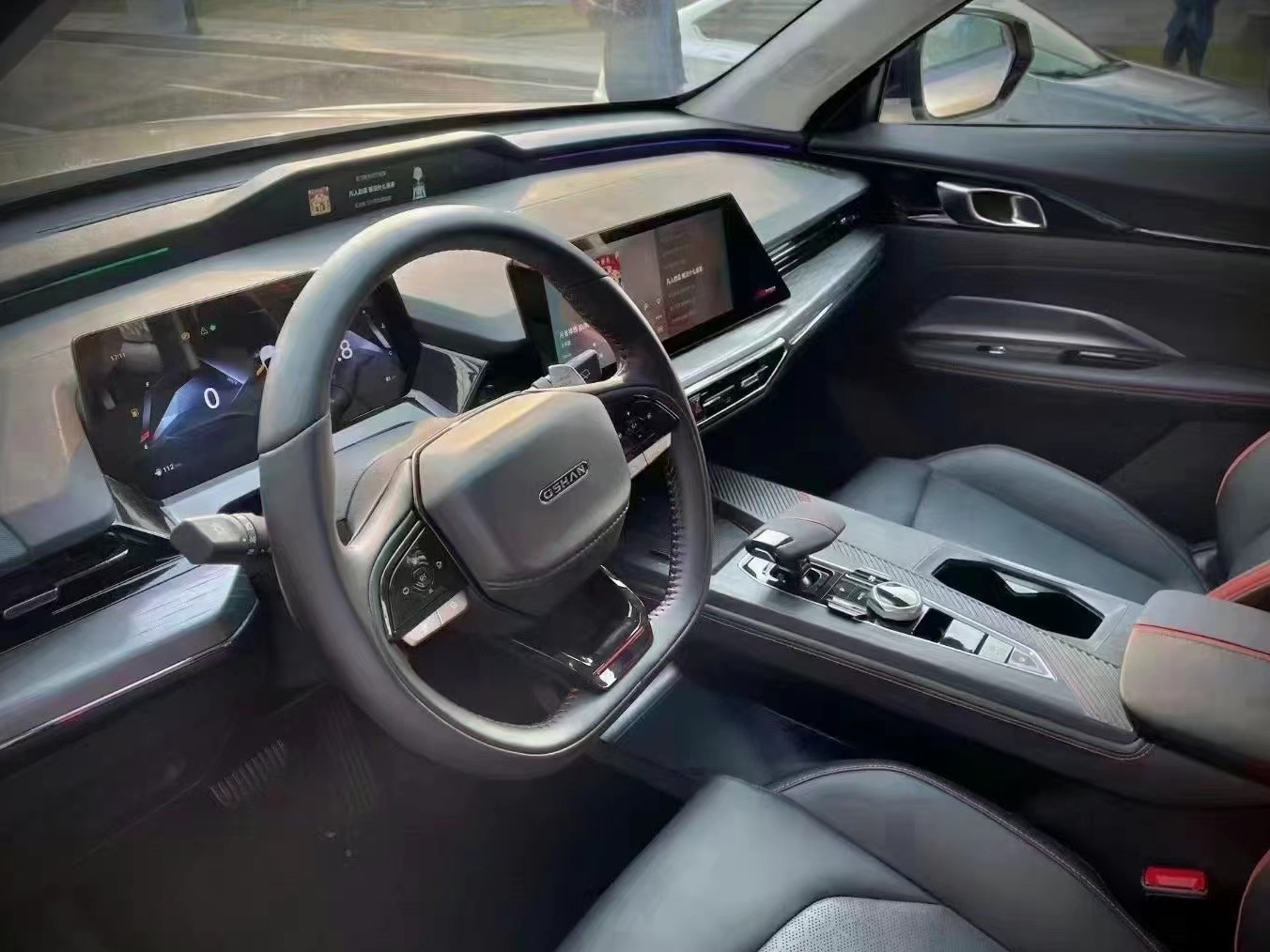
Innenansicht

Der Changan Oshan Z6 ist ein Sport Utility Vehicle des chinesischen Automobilherstellers Chongqing Changan Automobile Company der Marke Changan und der Submarke Oshan.

## Geschichte
Vorgestellt wurde das fünfsitzige Fahrzeug im Januar 2022. Auf dem chinesischen Heimatmarkt kam es im Juni 2022 in den Handel. Das Nachfolgemodell ist der Changan Uni-Z, der im Februar 2024 vorgestellt wurde.

## Technische Daten
Angetrieben wird der Oshan Z6 entweder von einem 138 kW (188 PS) starken 1,5-Liter-Ottomotor oder von einem 171 kW (233 PS) starken 2,0-Liter-Ottomotor. Die schwächere Version hat ein 7-Stufen-Doppelkupplungsgetriebe, die stärkere ein 8-Stufen-Automatikgetriebe. Außerdem gibt es den aus dem Changan Uni-K bekannten Plug-in-Hybrid iDD.
|                                                   | 1.5T                             | 2.0T                       | iDD                         |
| ------------------------------------------------- | -------------------------------- | -------------------------- | --------------------------- |
| Bauzeitraum                                       | 06/2022–03/2024                  | 04/2023–03/2024            | 06/2022–03/2024             |
| Motorkenndaten                                    |                                  |                            |                             |
| Motortyp                                          | R4-Ottomotor                     | R4-Ottomotor               | R4-Ottomotor + Elektromotor |
| Motoraufladung                                    | Turbolader                       | Turbolader                 | Turbolader                  |
| Hubraum                                           | 1494 cm³                         | 1998 cm³                   | 1494 cm³                    |
| max. Leistung Verbrennungsmotor bei min−1         | 138 kW (188 PS) / 5500           | 171 kW (233 PS) / 5500     | 122 kW (166 PS) / 5500      |
| max. Leistung Elektromotor                        | —                                | —                          | 110 kW (150 PS)             |
| max. Drehmoment bei min−1                         | 300 Nm / 1500–4000               | 300 Nm / 1900–3300         | 255 Nm / 1500–4000          |
| max. Drehmoment Elektromotor                      | —                                | —                          | 330 Nm                      |
| Kraftübertragung                                  |                                  |                            |                             |
| Antrieb                                           | Vorderradantrieb                 | Vorderradantrieb           | Vorderradantrieb            |
| Getriebe                                          | 7-Stufen-Doppelkupplungsgetriebe | 8-Stufen-Automatikgetriebe | 6-Stufen-Elektrogetriebe    |
| Messwerte                                         |                                  |                            |                             |
| Höchstgeschwindigkeit                             | 200 km/h                         | 210 km/h                   | 200 km/h                    |
| Beschleunigung, 0–100 km/h                        | 8,2 s                            | 6,7 s                      | 7,4 s                       |
| Kraftstoffverbrauch auf 100 km, kombiniert (WLTP) | 6,5 l Super                      | 7,4 l Super                | 1,3 l Super                 |
| Tankinhalt                                        | 55 l                             | 55 l                       | 53 l                        |
| Batteriekapazität                                 | —                                | —                          | 28,4 kWh                    |
| elektrische Reichweite nach WLTP                  | —                                | —                          | 130 km                      |
| Abgasnorm                                         | China VI                         | China VI                   | China VI                    |